# Juillet 1855

## Événements
- Guerre de Crimée : début du siège de Kars en Turquie par les Russes (fin le 26 novembre).

- 1er juillet, France : ouverture de la section Mantes-Embranchement - Lisieux de la ligne de Paris à Cherbourg par la Compagnie des chemins de fer de l'Ouest.

- 11 juillet, France : décret impérial portant autorisation de la Compagnie du chemin de fer des Ardennes et de l'Oise.

## Naissances
- 16 juillet : Georges Rodenbach, poète symboliste belge d'expression francophone († 25 décembre 1898).